# Lorenzo Simonelli
Lorenzo Ndele Simonelli (* 1. Juni 2002 in Dodoma, Tansania) ist ein italienischer Leichtathlet tansanischer Herkunft, der sich auf den Hürdenlauf spezialisiert hat. 2024 wurde er Vizehallenweltmeister im 60-Meter-Hürdenlauf.

## Leben
Lorenzo Simonelli wurde als Sohn einer Tansanierin und eines italienischen Anthropologen in der tansanischen Hauptstadt Dodoma geboren. Im Alter von 5 Jahren zogen seine Eltern in die italienische Heimat seines Vaters. Ab dem Alter von 10 Jahren betrieb er Schwimmen, bevor er im Jugendbereich zur Leichtathletik wechselte. Seit 2022 wird er vom ehemaligen Hürdenläufer, Giorgio Frinolli, trainiert. Simonelli legte das Abitur ab. Seit dem Schulabschluss studiert er Bewegungswissenschaften. Er lebt im Romer Stadtviertel Esposizione Universale und ist Basketballfan.

## Sportliche Laufbahn
Simonelli nahm im Jahr 2018 an ersten Wettkämpfen im Hürdenlauf auf nationaler Ebene teil. Ein Jahr später wurde er italienischer U18-Hallenmeister über 60 Meter und im Sommer U18-Vizemeister über die 110-Meter-Distanz. 2020 trat er zu ersten Wettkämpfen bei den Erwachsenen an. Im August belegte er den fünften Platz bei den italienischen Meisterschaften, einen Monat später wurde er nationaler U20-Meister. 2021 gewann Simonelli die Bronzemedaille bei den italienischen Hallenmeisterschaften. Im Laufe der Saison blieb er im 110-Meter-Hürdenlauf mit der Erwachsenenhürdenhöhe zum ersten Mal unter der 13-Sekunden-Marke. Ebenfalls im Sommer trat er zunächst bei den U20-Europameisterschaften in Tallinn an. Dort erreichte er das Finale, in dem er in 13,34 s die Bronzemedaille gewinnen konnte. Einen Monat später ging er auch bei den U20-Weltmeisterschaften in Nairobi an den Start. Dort verpasste er allerdings als Vierter seines Vorlaufes den Einzug in das Finale. Nur einen Tag später trat er bei den Juniorenweltmeisterschaften auch mit der italienischen 4-mal-100-Meter-Staffel an. Das Quartett zog in das Finale ein, in dem man als Vierte eine Medaille knapp verpasste. 2022 steigerte sich Simonelli auf eine Bestzeit von 13,59 s und wurde anschließend italienischer Vizemeister. Anfang Juli belegte er den fünften Platz bei den Mittelmeerspielen in Algerien. Im August trat er anschließend bei den Europameisterschaften in München an. Dort verpasste er bei seinem Meisterschaftsdebüt im Erwachsenenbereich als Sechster seines Vorlaufes den Einzug in das Halbfinale. 2023 qualifizierte sich Simonelli für die Halleneuropameisterschaften in Istanbul. Dabei erreichte er das Finale. Darin lief er in 7,59 s einen U23-Rekord über die 60-Meter-Distanz für Italien. Nach Auswertung des Zielfotos ergab sich, dass ihm als Vierter lediglich fünf Tausendstelsekunden auf den Bronzerang des Franzosen, Just Kwaou-Mathey, fehlten. Später im Sommer trat er dann in Espoo bei den U23-Europameisterschaften an. Dort konnte er im Halbfinale mit 13,33 s eine neue Bestzeit über 110 Meter Hürden aufstellen und zog in das Finale ein, in dem er schließlich die Silbermedaille gewinnen konnte. Im August trat er in Budapest zum ersten Mal bei den Weltmeisterschaften an. Dort zog er in das Halbfinale ein, belegte dort in seinem Lauf allerdings nur den achten und damit letzten Platz.
2024 stellte Simonelli im Januar in 7,50 s einen neuen italienischen Rekord über 60 Meter Hürden auf. Anfang März trat er bei den Hallenweltmeisterschaften in Glasgow an. Über die 60 Meter Hürden zog er in das Finale ein. Darin steigerte er seine Bestzeit auf 7,43 s und konnte damit die Silbermedaille gewinnen. Bei den Europameisterschaften in Rom lief er mit einer Zeit von 13,05 s vor heimischen Publikum gar zu Gold.
2023 wurde Simonelli italienischer Meister im 110-Meter-Hürden-Lauf und italienischer Hallenmeister im 60-Meter-Hürdenlauf.

## Wichtige Wettbewerbe
| Jahr                | Veranstaltung               | Ort                 | Platz               | Disziplin           | Zeit                |
| Startet für Italien | Startet für Italien         | Startet für Italien | Startet für Italien | Startet für Italien | Startet für Italien |
| ------------------- | --------------------------- | ------------------- | ------------------- | ------------------- | ------------------- |
| 2021                | U20-Europameisterschaften   | Tallinn             | 3.                  | 110 m Hürden        | 13,34 s             |
| 2021                | U20-Weltmeisterschaften     | Nairobi             | 16.                 | 110 m Hürden        | 13,83 s             |
| 2021                | U20-Weltmeisterschaften     | Nairobi             | 4.                  | 4 × 100 m           | 39,28 s             |
| 2022                | Mittelmeerspiele            | Oran                | 5.                  | 110 m Hürden        | 13,59 s             |
| 2022                | Europameisterschaften       | München             | 19.                 | 110 m Hürden        | 13,95 s             |
| 2023                | Halleneuropameisterschaften | Istanbul            | 4.                  | 60 m Hürden         | 7,59 s              |
| 2023                | U23-Europameisterschaften   | Espoo               | 2.                  | 110 m Hürden        | 13,36 s             |
| 2023                | Weltmeisterschaften         | Budapest            | 22.                 | 110 m Hürden        | 13,69 s             |
| 2024                | Hallenweltmeisterschaften   | Glasgow             | 2.                  | 60 m Hürden         | 7,43 s              |
| 2024                | Europameisterschaften       | Rom                 | 1.                  | 110 m Hürden        | 13,05 s             |

## Persönliche Bestleistungen
Freiluft
- 110-Meter-Hürdenlauf: 13,05 s, 8. Juni 2024, Rom, (italienischer Rekord)

Halle
- 60-Meter-Hürdenlauf: 7,43 s, 2. März 2024, Glasgow, (italienischer Rekord)